# Kleiner Schrangen

Die Lage des Kleinen Schrangen, rot markiert auf einem Stadtplan von 1910

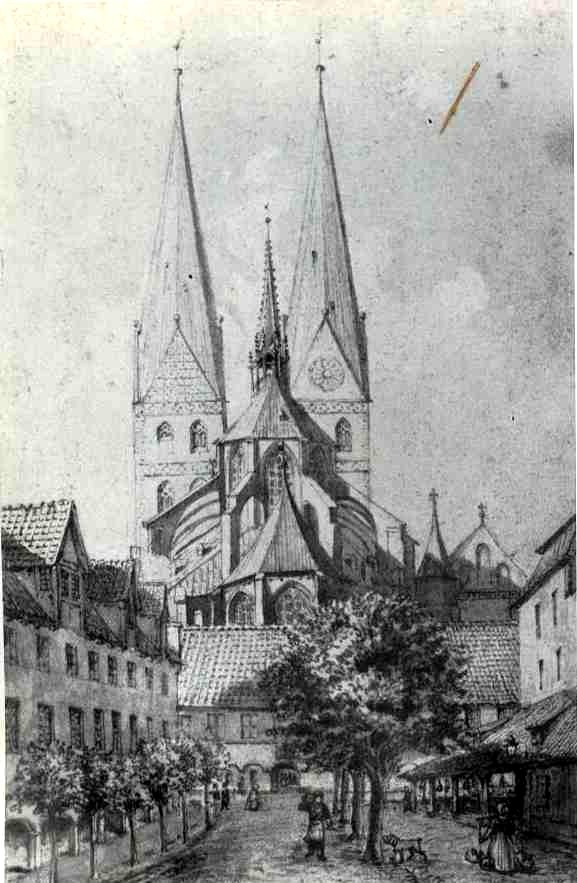
Carl Julius Milde: Blick über den oberen Schrangen auf die Marienkirche, 1847

Der Kleine Schrangen war eine Straße in der Lübecker Altstadt.

## Lage
Der etwa 100 Meter lange Kleine Schrangen lag im Zentrum der Stadt und befand sich in der Nord-West-Ecke des Johannis Quartiers. Er begann in der Breiten Straße gegenüber vom Kanzleigebäude und stellte als schmale Quergasse die Verbindung zur parallel verlaufenden Königstraße dar.

## Geschichte
Seit dem 13. Jahrhundert befanden sich die Verkaufsbuden (niederdeutsch Schrangen, wörtlich ursprünglich Schranken im alten Sinne von Tischen oder Tresen) der Schlachter auf einem Platz an der Breiten Straße, gegenüber vom heutigen Kanzleigebäude. Dieser Platz bildete den eigentlich Schrangen genannten Bereich. Von der Königstraße her bildeten zwei schmale Gassen den Zugang, von denen die südliche erstmals 1294 mit dem lateinischen Namen platea praeconum (Gerichtsdiener-Straße) urkundlich erwähnt wird. Die Bezeichnung bezog sich auf die hier gelegene Frohnerei, die Dienstwohnung der städtischen Büttel war und als Vollstreckungsort gerichtlich verhängter Strafen sowie als Gefängnis diente. Die niederdeutschen Namen Boddelstrate (1458) und Bodelstrate (1471), die beide Büttelstraße bedeuten, verweisen ebenfalls hierauf. Die Frohnerei wurde 1840 abgebrochen.
Bis 1845 war den Lübecker Schlachtern gesetzlich vorgeschrieben, ausschließlich auf dem Schrangen Fleisch zu verkaufen. Nach Aufhebung dieser Bestimmung verloren die Buden ihre Funktion, da die Schlachter es nunmehr vorzogen, ihre Ware in ihren Häusern anzubieten. Die Verkaufsstände wurden abgebrochen, der nunmehr frei gewordene Platz mit Bäumen bepflanzt. Die Bezeichnung Schrangen ging zunehmend auf die von der Königstraße hinaufführenden Gassen über, und 1884 wurde diese Entwicklung bestätigt, als die nördliche Gasse den bereits geraume Zeit verwendeten Namen Alter Schrangen auch amtlich erhielt und die südliche zum Kleinen Schrangen wurde. Der Platz, der den eigentlichen Schrangen darstellte, war bereits 1852 mit einem neu errichteten Spritzenhaus bebaut worden und vollkommen verschwunden.
In den Jahren 1928 und 1929 wurden die Gebäude zwischen dem Alten und dem Kleinen Schrangen auf ganzer Länge zwischen Breiter Straße und Königstraße abgerissen und eine platzartig breite neue Straße geschaffen. Die beiden Gassen hörten formell 1931 zu bestehen auf und gingen in den neu angelegten Schrangen auf.

Der kleine Schrangen
Blick vom kleinen Schrangen auf die Marienkirche
Blick in den Kleinen Schrangen von der Breiten Straße